# Pseudolaelia
Pseudolaelia là một chi thực vật có hoa trong họ Lan.